# مرغ مسلم
مرغ مُسَلَّم به معنی مرغ درسته، غذایی هندی است که اصالتاً به دوره گورکانیان در هند برمی‌گردد. این غذای درباری و سلطنتی در میان خانواده‌های پادشاهی در منطقه اوده (که اکنون ایالت اوتار پرادش در هند است) بسیار محبوب بوده است. مرغ مسلم همان‌طور که از نامش پیداست، با مرغ درسته تهیه می‌شود.

## طرز تهیه
برای تهیه این غذا، ابتدا یک مرغ کامل را در مخلوطی از زنجبیل و سیر رنده شده می‌خوابانند تا طعم‌دار شود. سپس داخل شکم مرغ را با تخم مرغ آب‌پز پر می‌کنند و آن را با ادویه‌های معطری مثل زعفران، دارچین، میخک، دانه خشخاش، هل و فلفل چیلی مزه‌دار می‌کنند. مرغ را می‌توان به صورت خشک یا با سس پخت و در نهایت با بادام و ورق‌های نقره تزئین کرد.

## پیشینه
ابن بطوطه، جهانگرد معروف، در سفرنامه خود از مرغ مسلم به عنوان یکی از غذاهای مورد علاقه محمد بن تغلق، پادشاه سلطنت دهلی، یاد کرده است. این نشان می‌دهد که مرغ مسلم در دوره سلطنت دهلی نیز یک غذای محبوب و شناخته شده بوده است.